# Rubel·li Blande
Rubel·li Blande (en llatí Rubellius Blandus) era el net d'un cavaller romà de Tibur, que l'any 33 es va casar amb Júlia, la filla de Drus, fill de l'emperador Tiberi. D'aquest matrimoni va néixer Gai Rubel·li Plaute, que més tard va ser condemnat a mort per Neró.
Un Rubel·li Blande, segurament la mateixa persona (o potser el seu pare), era senador l'any 21. Tenia rang consular però no s'ha trobat als Fasti cap cònsol amb aquest nom.